# American Locomotive Company
De American Locomotive Company (afgekort tot Alco) was een Amerikaanse fabrikant van voornamelijk locomotieven. Het bedrijf had tot in de jaren 50 een vooraanstaande positie op de Noord-Amerikaanse markt voor spoorwegmaterieel. Door hevige concurrentie van andere fabrikanten is het bedrijf in 1969 gestopt met de productie van locomotieven.

## Stoomlocomotieven
Alco ontstond in 1901 uit een fusie tussen verschillende locomotievenbouwers, waaronder de Schenectady Locomotive Works. Het hoofdkwartier en de fabriek kwamen in Schenectady; alle andere vestigingen werden gesloten. Er vonden nog enkele overnames plaats, waaronder die van een Canadees bedrijf dat later bekendstond als Montreal Locomotive Works. Alco werd na Baldwin de grootste fabrikant van stoomlocomotieven in de Verenigde Staten en produceerde beroemde locomotieven als de Challenger, Berkshire en de Big Boy. De laatste stoomlocomotief reed in 1948 de fabriek uit; het tijdperk van de diesellocomotieven was aangebroken.

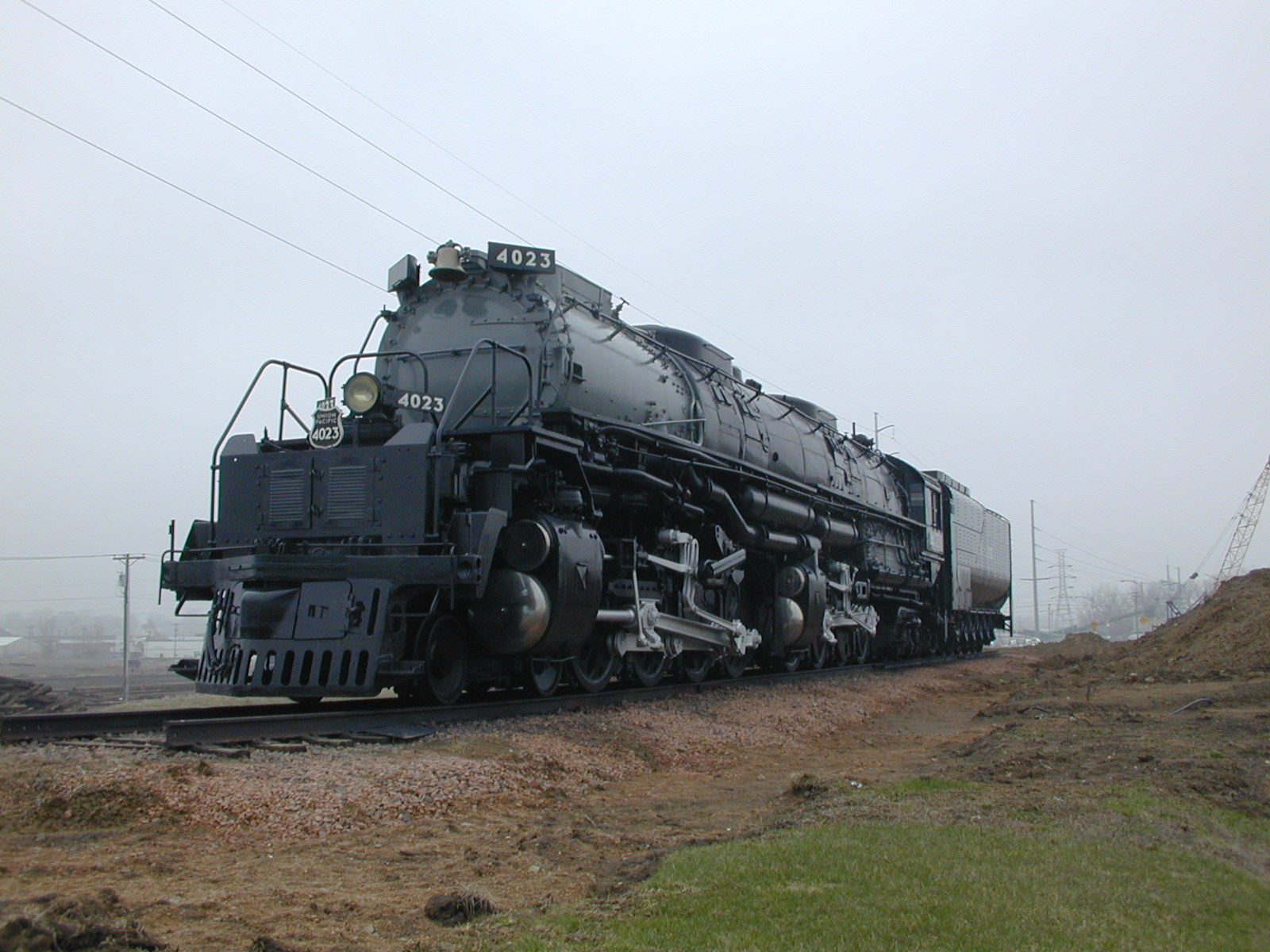
Union Pacific Big Boy 4023, Omaha (Nebraska), 13 mei 2001.

## Auto's
Alco heeft nog een kort uitstapje gemaakt naar de constructie van auto's. Tussen 1906 en 1913 bouwde
Alco in zijn fabriek in Providence (Rhode Island) kwalitatief hoogstaande modellen, maar helaas bleven de verkoopcijfers achter. De productie werd dan ook stopgezet. Overigens was het in deze autofabriek dat Walter Chrysler zijn loopbaan startte.

## Diesellocomotieven
Het bedrijf hield zich al vroeg bezig met de bouw van diesellocomotieven. De eerste commercieel succesvolle diesellocomotief in de Verenigde Staten werd in 1924 door Alco gebouwd in samenwerking met General Electric (GE) en Ingersoll-Rand. De overname van een dieselmotorenfabrikant in 1929 zorgde ervoor dat Alco voortaan zelf zijn motoren kon bouwen. Voor de elektrische bedrading echter bleven ze afhankelijk van GE.
Ondanks deze vliegende start kreeg Alco als bouwer van diesellocomotieven nooit de vooraanstaande positie die het wel had bij de bouw van stoomlocomotieven. De Electro-Motive Division (EMD) werd de belangrijkste speler op de dieselmarkt. Een aantal factoren speelden hierbij een rol:
- EMD was onderdeel van het rijke General Motors en had dus veel geld voor de ontwikkeling van producten.
- EMD had een agressieve marketing richting de spoorwegbedrijven.
- Alco produceerde naast de diesellocomotieven ook nog stoomlocomotieven en was daarmee dus zijn eigen concurrent: een verkochte diesellocomotief betekende een niet-verkochte stoomlocomotief. EMD bouwde alleen diesels.
- De overheid bepaalde in de Tweede Wereldoorlog wat voor soort locomotieven door welk bedrijf mochten worden gebouwd. EMD mocht mainline diesels produceren, Alco alleen stoomlocomotieven en rangeerdiesels. Hiermee kon EMD een voorsprong nemen in de ontwikkeling van de diesellocotief. De enige mainline diesel die Alco in de oorlogsjaren mocht bouwen was de DL-109, en dat mocht alleen omdat deze locomotief zowel voor goederen- als reizigersvervoer geschikt was.

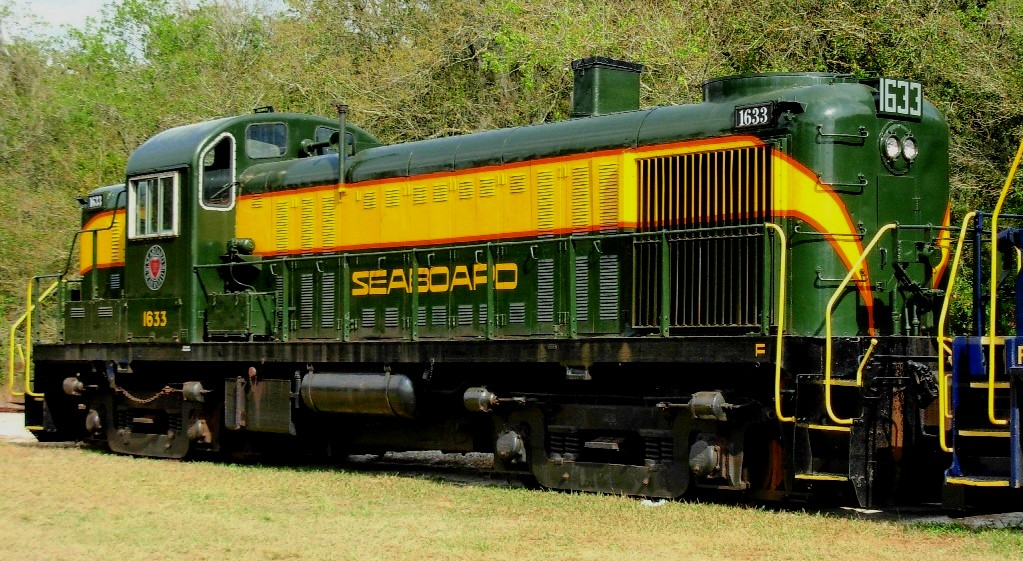
Alco RS-3.

## Beëindiging locomotievenproductie
In 1948 had Alco toch nog een marktaandeel van 40% in de markt voor diesellocomotieven dankzij succesvolle producten als de S-series, de RS-en en de PA en FA. Alco was tevens de 'uitvinder' van de roadswitcher (RS), een locomotieftype dat zowel gebruikt kon worden voor rangeerwerk als voor het rijden van goederentreinen. Dankzij deze successen werd Alco na EMD de tweede dieselfabrikant van de Verenigde Staten.
De samenwerking met GE stopte in 1953, en drie jaar later startte GE met de productie van eigen mainline diesels. Hierin waren ze zo succesvol dat ze hun vroegere partner al snel overschaduwden. Alco verloor zijn positie als nummer twee aan GE. Ondanks innovatieve ontwerpen van nieuwe locomotieven kreeg Alco zijn tweede plaats niet meer terug. De producten van EMD waren betrouwbaarder, en GE was onderdeel van een rijk moederbedrijf dat veel kon investeren. De derde positie van Alco bleek onvoldoende om de fabriek draaiende te houden en de financiële problemen werden te groot. Er werd daarom besloten om in 1969 te stoppen met de productie van locomotieven.

## Overige producten
Alco was echter groter dan alleen de locomotieffabriek. Van de Tweede Wereldoorlog tot in de Koreaanse Oorlog maakten ze ook munitie. Na de Korea-oorlog ging Alco onderdelen maken voor de olie-industrie en voor kerncentrales, en werden ze een producent van warmtewisselaars. In 1955 werd het bedrijf dan ook hernoemd tot het algemenere 'Alco Products Inc'.

## Overnames en verkoop
In 1964 werd Alco overgenomen door de Worthington Corporation, dat op zijn beurt in 1967 fuseerde met Studebaker tot Studebaker-Worthington Inc. Binnen dit bedrijf was Alco een dochteronderneming. Toen de productie van locomotieven in 1969 stopte, werden de ontwerpen verkocht aan het Canadese Montreal Locomotive Works (MLW); deze fabrikant ging als zelfstandig bedrijf verder met de productie van Alco-locomotieven. MLW is overigens in 1976 weer overgenomen door Bombardier, die in 1985 de productie van locomotieven stopzette.
De productielijn van dieselmotoren werd in 1970 verkocht aan de White Motor Corporation en kwam uiteindelijk in handen van het Britse General Electric Company, die het de naam Alco Power gaf. Vervolgens is de fabriek weer doorverkocht aan Fairbanks-Morse (ooit zelf ook fabrikant van diesellocomotieven) en kwam uiteindelijk in 1984 in handen van Bombardier. Fairbanks-Morse kocht overigens in 1994 de productielijn van de Alco 251-dieselmotor en bouwt tot op de dag van vandaag deze motoren.
De fabricage van warmtewisselaars ging verder als Alco Products, maar kwam via Smithco Engineering terecht bij Nitram Energy. Zij maken nog steeds deze producten onder de naam Alco Products Division.
Alco-locomotieven zijn aan diverse landen verkocht, zoals aan Griekenland en Portugal. Ook zijn er locomotieven gebouwd onder licentie van Alco. Zo bouwt de Diesel Locomotive Works (een onderdeel van de Indiase spoorwegen) nog steeds diesellocomotieven op basis van Alco-ontwerpen.